# Dragan Andrić
Dragan Andrić (Dubrovnik, 6 de junho de 1962) é um ex-jogador e atualmente treinador de polo aquático sérvio, bicampeão olímpico.

## Carreira
Dragan Andrić fez parte da geração de ouro de Los Angeles 1984 e Seul 1988. Ele Treinou as seleções da Iugoslávia, do Japão e a Grécia.